# Leefbaar Den Haag
Leefbaar Den Haag is een lokale politieke partij in de Nederlandse stad Den Haag. De partij was een afsplitsing van de Haagse Stadspartij en behaalde bij de gemeenteraadsverkiezingen van 2002 vier zetels in de Haagse gemeenteraad zonder campagne te voeren.
De partij had geen band met andere "Leefbaren" als Leefbaar Utrecht, Leefbaar Rotterdam en Leefbaar Nederland. Critici beweerden dan ook dat Leefbaar Den Haag haar verkiezingssucces te danken had aan het gebruik van de naam "Leefbaar" en de opmars van Pim Fortuyn, die met Leefbaar Rotterdam 34,7% van de Rotterdamse stemmen wist te halen. Anderen wezen erop dat alle vier gekozen kandidaten van Leefbaar Den Haag afzonderlijk de kiesdeler hadden gehaald.
Het gedrag van de raadsleden van Leefbaar Den Haag was omstreden. De partij stond bekend om het indienen van vele schriftelijke vragen en (in de ogen van velen) onzinnige moties. Zo werden vragen gesteld over het gerucht dat er een krokodil in de Hofvijver zou zitten en stelde Leefbaar Den Haag voor de rosse buurt van Den Haag om te dopen in de Rob Oudkerk-straat. Ook kwam de partij in opspraak toen bleek dat de fractieleden van het budget dat de partij kreeg voor fractie-ondersteuning onder meer zonnebrillen en een radiografisch bestuurbare auto hadden gekocht.
De fractievoorzitter en gezicht van Leefbaar Den Haag was Michel Dufresne. Naast Dufresne was anno 2005 alleen Reinout Stekelenburg nog raadslid voor Leefbaar Den Haag. Al snel na de verkiezingen stapte Jozef Labuche uit de fractie om een eenmansfractie te beginnen. Labuche en Dufresne hadden regelmatig ruzie met elkaar, wat in 2004 resulteerde in een vechtpartij in het stadhuis. Raadslid René Trouvat overleed eind 2004 onverwachts: zijn opvolger Stan Becker stapte direct na zijn benoeming uit de fractie van Leefbaar Den Haag.
Bij de gemeenteraadsverkiezingen van 2006 behaalden zij geen enkele zetel. Sindsdien is in de media niets meer vernomen van deze groepering(en).